# Saint-Just-Saint-Rambert
Saint-Just-Saint-Rambert is een gemeente in het Franse departement Loire (regio Auvergne-Rhône-Alpes). De plaats maakt deel uit van het arrondissement Montbrison. Saint-Just-Saint-Rambert telde op 1 januari 2022 15.579 inwoners.
De gemeente is in 1973 ontstaan door de fusie van de gemeenten Saint-Just-sur-Loire en Saint-Rambert-sur-Loire, aan weerszijden van de Loire gelegen. Saint-Just op de rechteroever van de Loire heeft een industrieel verleden terwijl Saint-Rambert op de linkeroever teruggaat tot de Gallo-Romeinse periode en een verleden heeft als bedevaartsoord.
Het Musée des Civilisations Daniel Pouget heeft een collectie over de geschiedenis van Forez en een collectie voorwerpen uit Afrika, Amerika, Azië en Oceanië.

## Geschiedenis

### Saint-Just-sur-Loire
Saint-Just-sur-Loire is een industrieplaatsje met een geschiedenis die nauw verbonden is met de binnenvaart, verven (textiel), glasindustrie en metallurgie. 
Vanwege zijn ligging aan de oevers van de Loire, was Saint-Just tot het midden van de 19e eeuw het startpunt van zogeheten "rambertes", eenvoudige vaartuigen die steenkool en andere goederen vervoerden, soms tot aan Nantes of Parijs.
In 1937 krijgen het gehucht Étrat en de "cret du Brizet" nationale bekendheid door de ontdekking van de Venus van Brizet.

### Saint-Rambert-sur-Loire
Saint-Rambert-sur-Loire, oorspronkelijk een Gallo-Romeins dorp dat destijds bekend stond als Occiacum, werd in de middeleeuwen geschonken aan het klooster van l'Île-Barbe. De kloosterlingen stichtten een priorij en hernoemden de plaats Saint-André-des-Olmes. In 1078, nadat de relieken van Ragnebert naar Saint-Rambert-sur-Loire waren gebracht, kreeg het dorp zijn huidige naam en ontwikkelde het zich tot een pelgrimsoord.
Saint-Rambert is gebouwd op een butte en bezat in de middeleeuwen een verdedigingsmuur waarvan enkele delen zijn overgebleven.

## Geografie
De oppervlakte van Saint-Just-Saint-Rambert bedroeg op 1 januari 2022 40,63 vierkante kilometer; de bevolkingsdichtheid was toen 383,4 inwoners per km².
De Loire stroomt door de gemeente. In het zuiden van de gemeente is deze rivier afgedamd door de stuwdam Barrage de Grangent. Verder zijn er ook de kleine rivieren de Grangent (aan de zuidelijke gemeentegrens) en de Bonson (aan de westelijke gemeentegrens). Er zijn ook het Canal de Forez en het 27 ha grote meer Étang David.
Het hoogste punt van de gemeente is de Sommet de Saint-Just (673 m) in het zuidoosten van de gemeente.

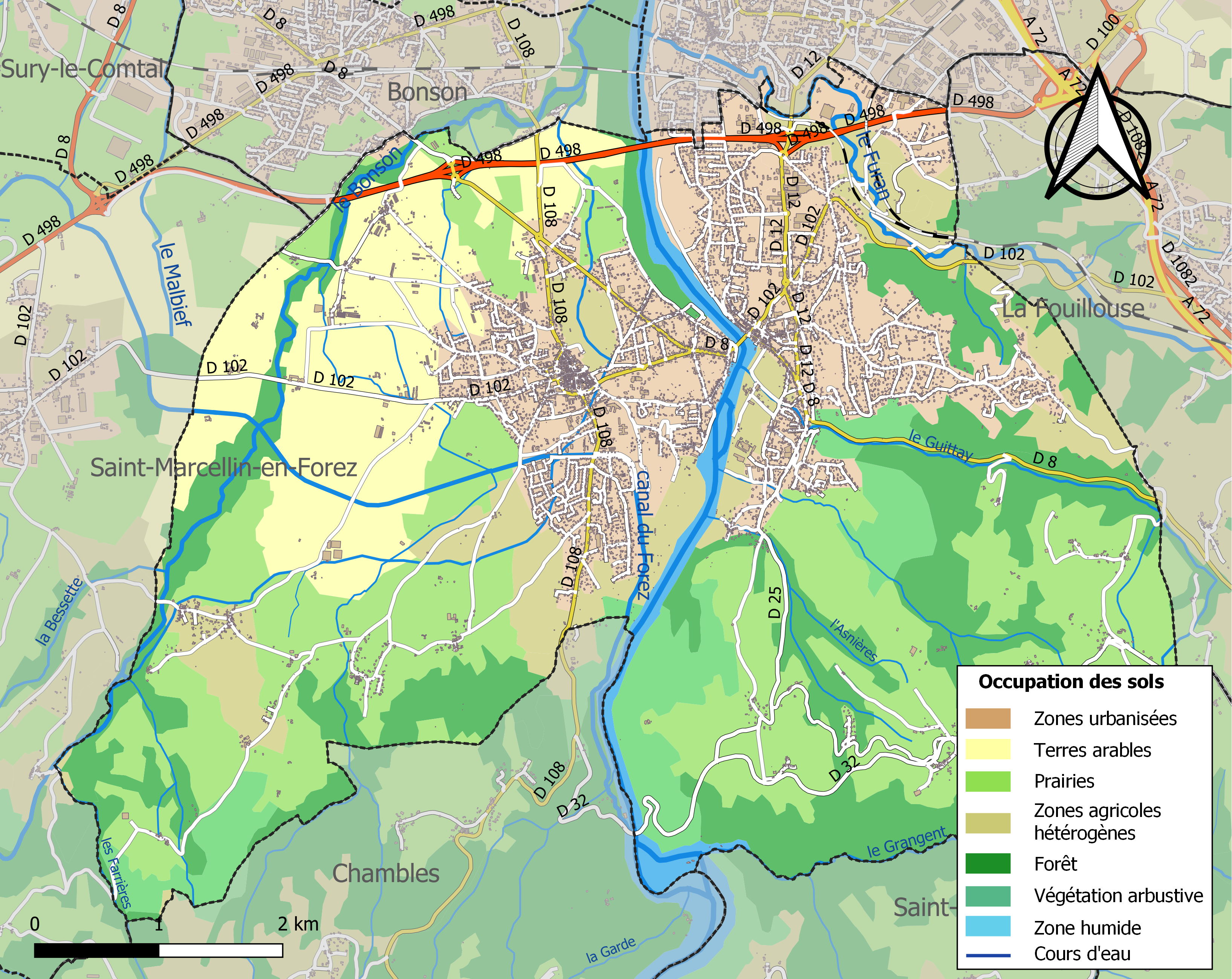
Kaart van de gemeente met de belangrijkste infrastructuur, bodemgebruik en omliggende gemeenten

## Demografie
Onderstaande figuur toont het verloop van het inwonertal (bron: INSEE-tellingen). De cijfers voor 1973 zijn een samentelling van de cijfers van de afzonderlijke gemeenten betrokken bij de fusie.

## Galerij

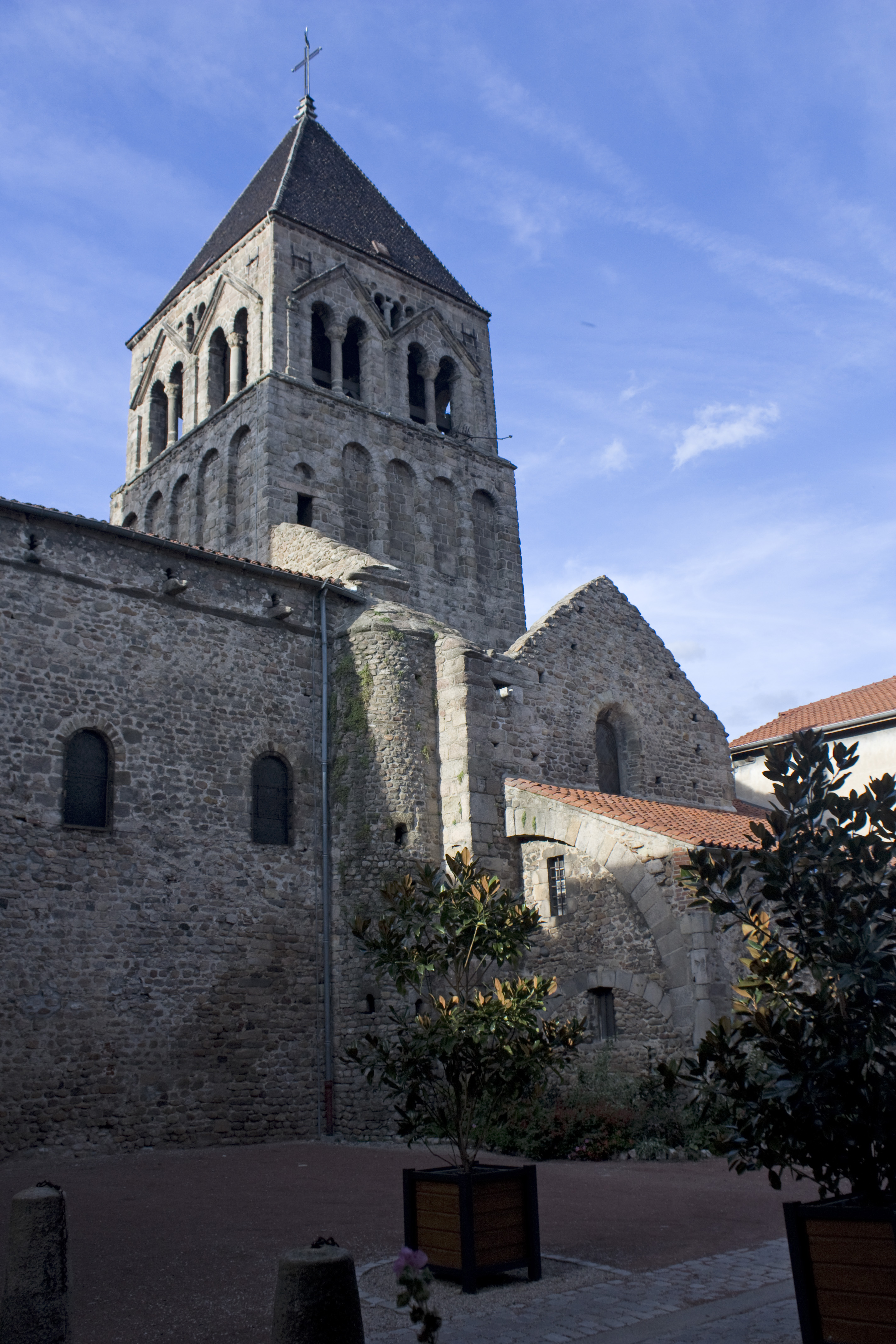
Kerk Saint-André in de wijk Saint-Rambert
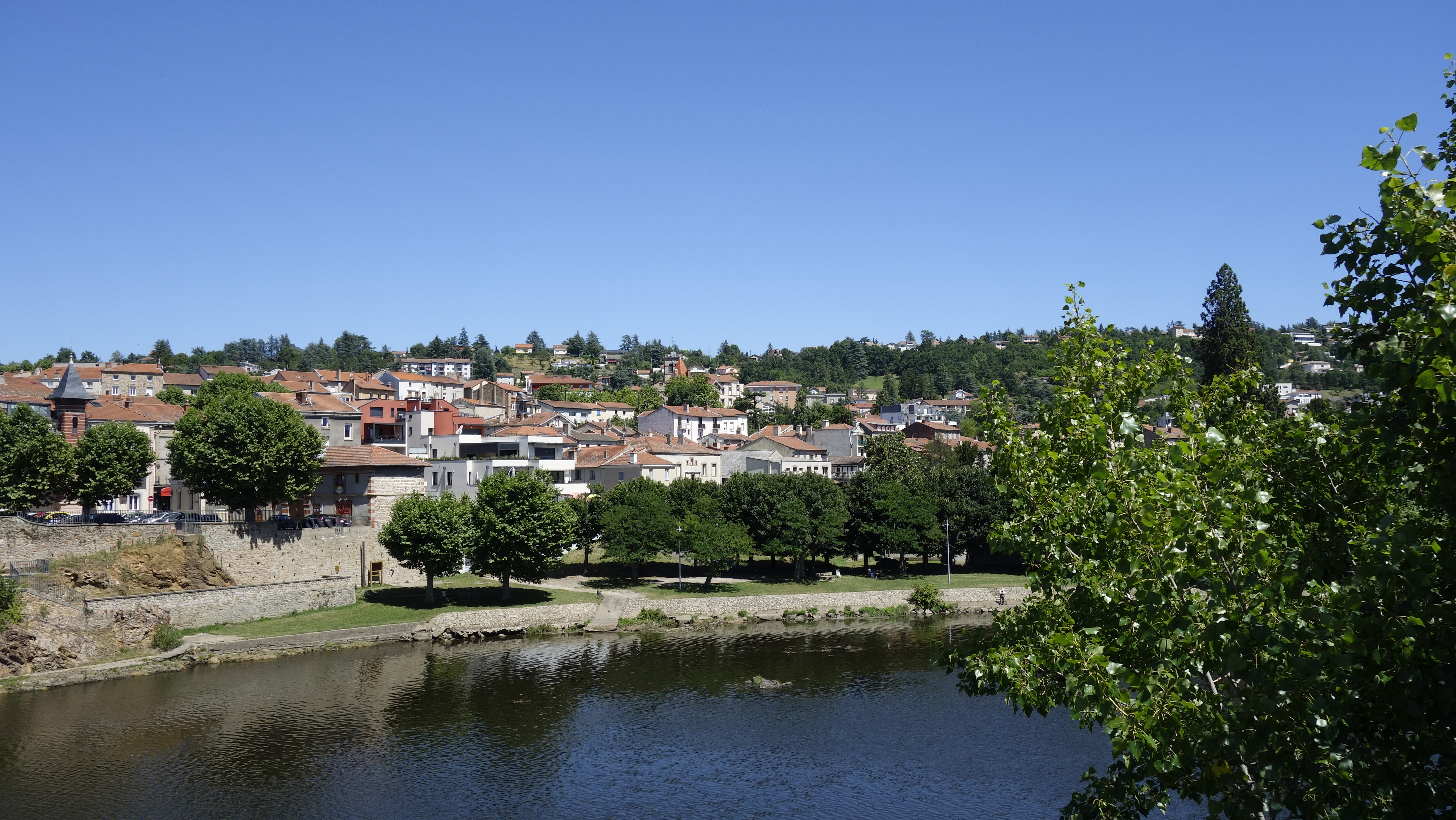
Zicht op de wijk Saint-Just vanaf de Loire
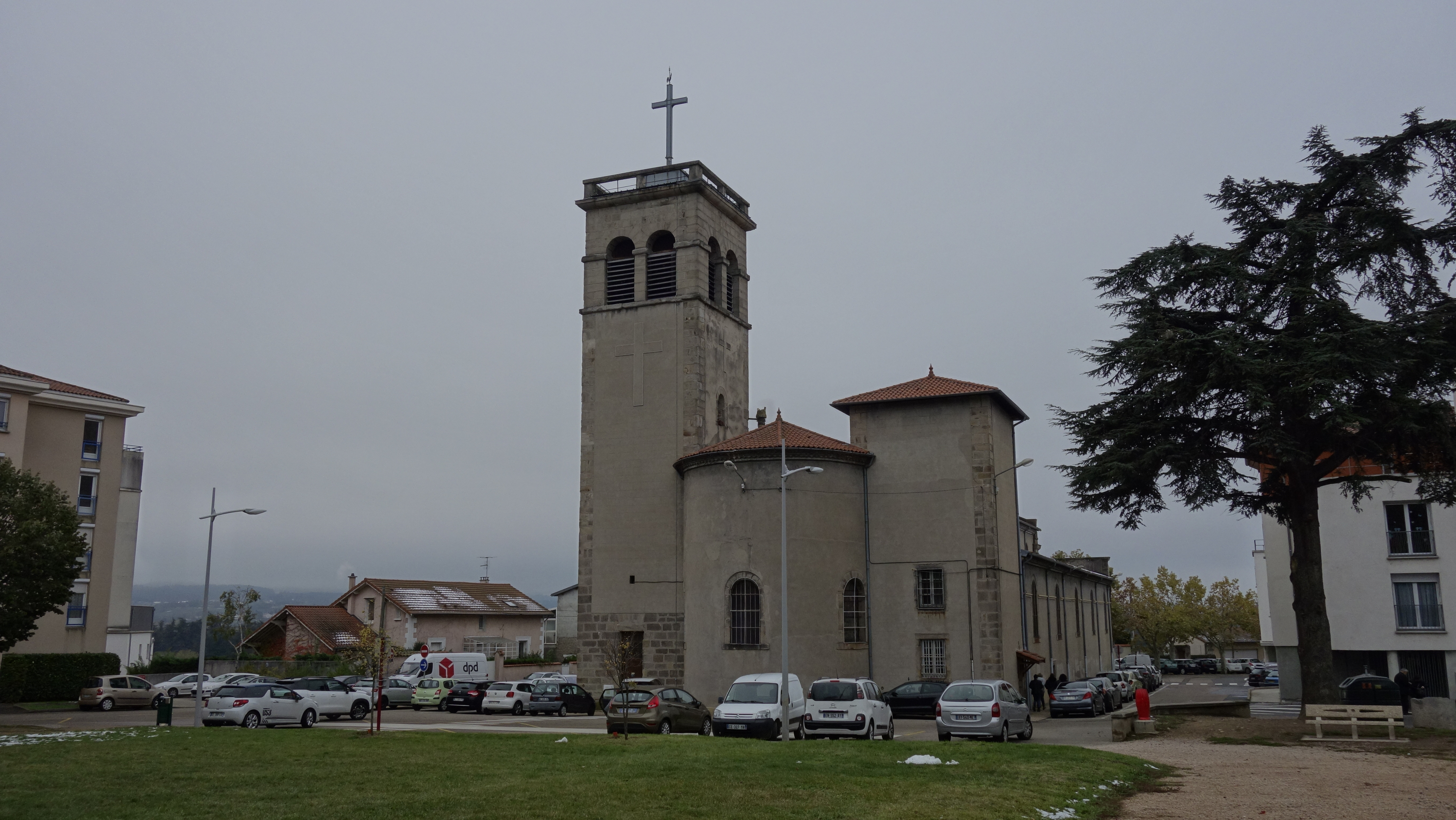
Kerk Saint-Just in de wijk Saint-Just
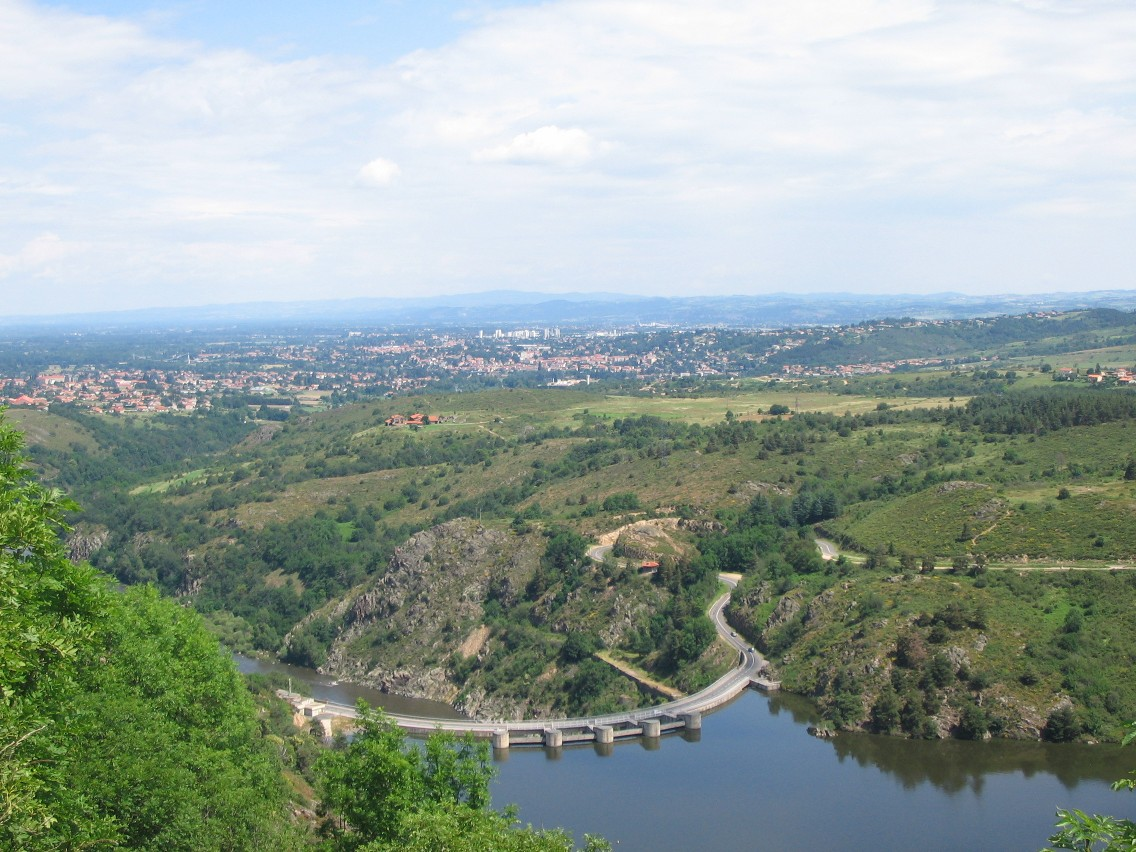
De stuwdam Barrage de Grangent
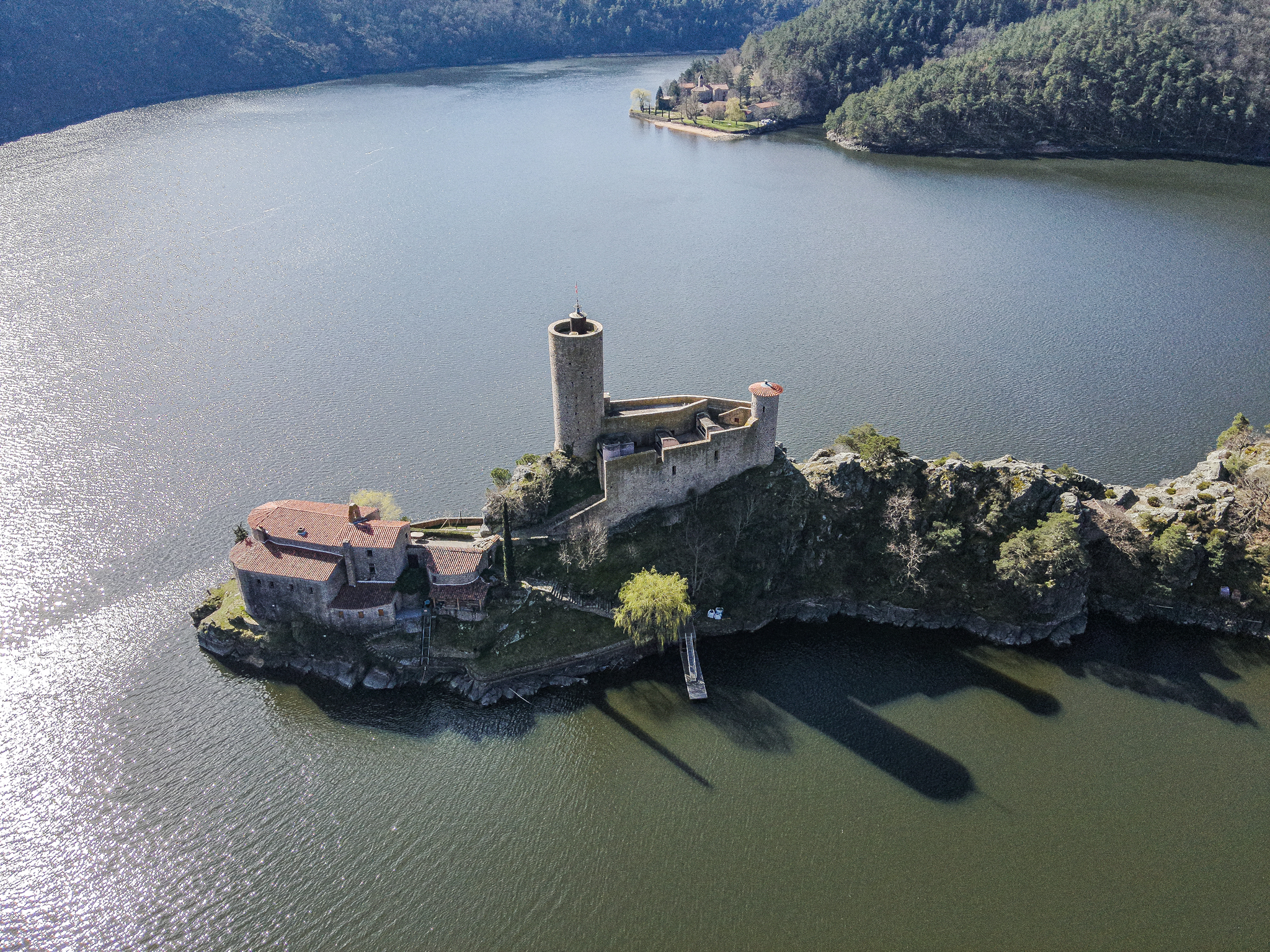
Château de Grangent in het stuwmeer